# Ramanita-(Rb)
La ramanita-(Rb) és un mineral de la classe dels borats. Rep el seu nom de Sir Chandrasekhara Venkata Raman (1888-1970), qui va donar origen a l'espectroscòpia Raman.

## Característiques
La ramanita-(Rb) és un borat de fórmula química Rb[B₅O₆(OH)₄]·2H₂O. Va ser aprovada com a espècie vàlida per l'Associació Mineralògica Internacional l'any 2007. Cristal·litza en el sistema ortoròmbic. Generalment es troba com a inclusions en altres minerals.
Segons la classificació de Nickel-Strunz, la ramanita-(Rb) pertany a «06.EA - Nesopentaborats» juntament amb els següents minerals: sborgita, leucostaurita, santita, ramanita-(Cs), amonioborita i ulexita.

## Formació i jaciments
Va ser descoberta a San Piero in Campo, Campo nell'Elba, illa d'Elba (Itàlia), l'únic indret on ha estat trobada.